# Карліс Шадурскіс
Карліс Садурскіс (латис. Kārlis Šadurskis) — латвійський політик, який є членом Європейського парламенту від Латвії з 2011 по 2014 рік та з 2018. Член партії «Єдність». Міністр освіти і науки Латвії (2002—2004, 2016—2018). Депутат 8, 9, 10 і 12 скликань Сейму Латвії.